# Гут, Жан Батист

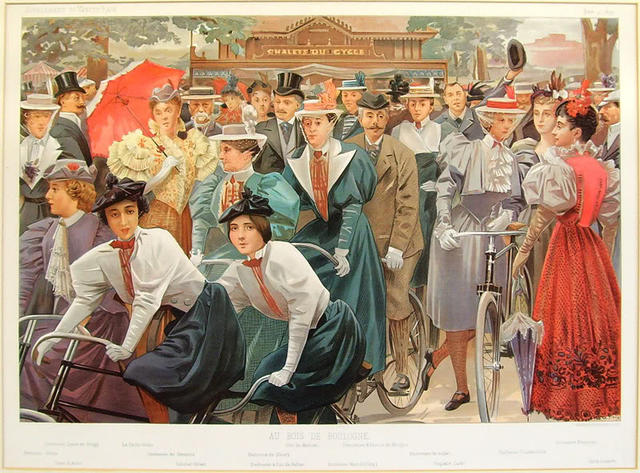
Женщины-велосипедистки в Булонском лесу

Жан Батист Гут (фр. Jean-Baptiste Guth; 4 января 1855, Париж — 19 июля 1922, там же) — французский художник-портретист, иллюстратор и карикатурист.

## Биография
С 1875 года учился живописи в Школе изящных искусств в Париже, в классе Жана-Леона Жерома. С 1882 года работал у Феликса Годена, для которого создал ряд рисунков для витражей. В 1883 году переехал в Лондон.
Писал, в основном, акварелью и пастелью, занимался хромолитографией. Большая часть его творческой деятельности относилась к иллюстрации журналов, особенно французского L'Illustration (1884—1920) и британского Vanity Fair(1889—1909), работы подписывал просто как GUTH.

## Галерея портретов и карикатур

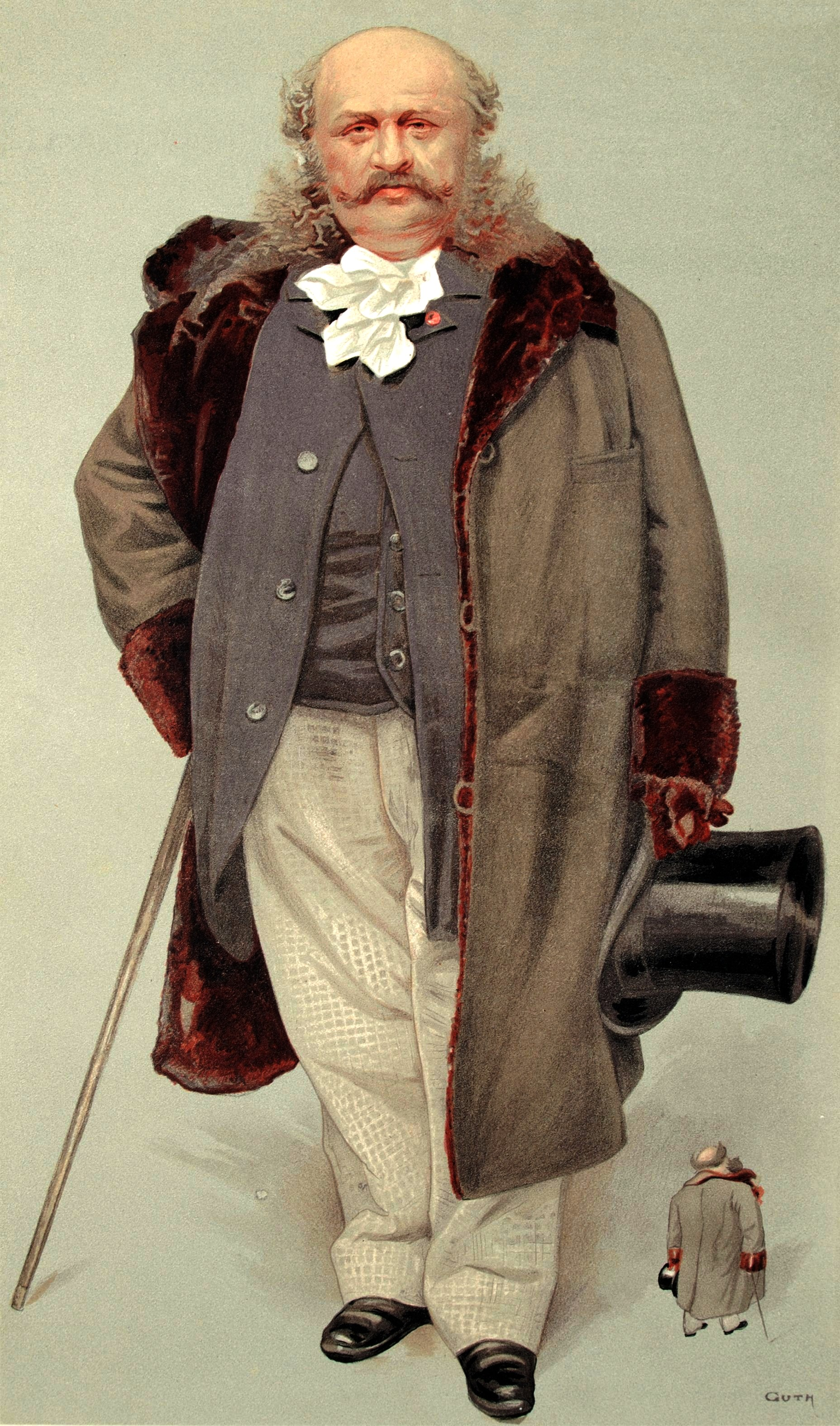
Генрих Бловиц, 1889
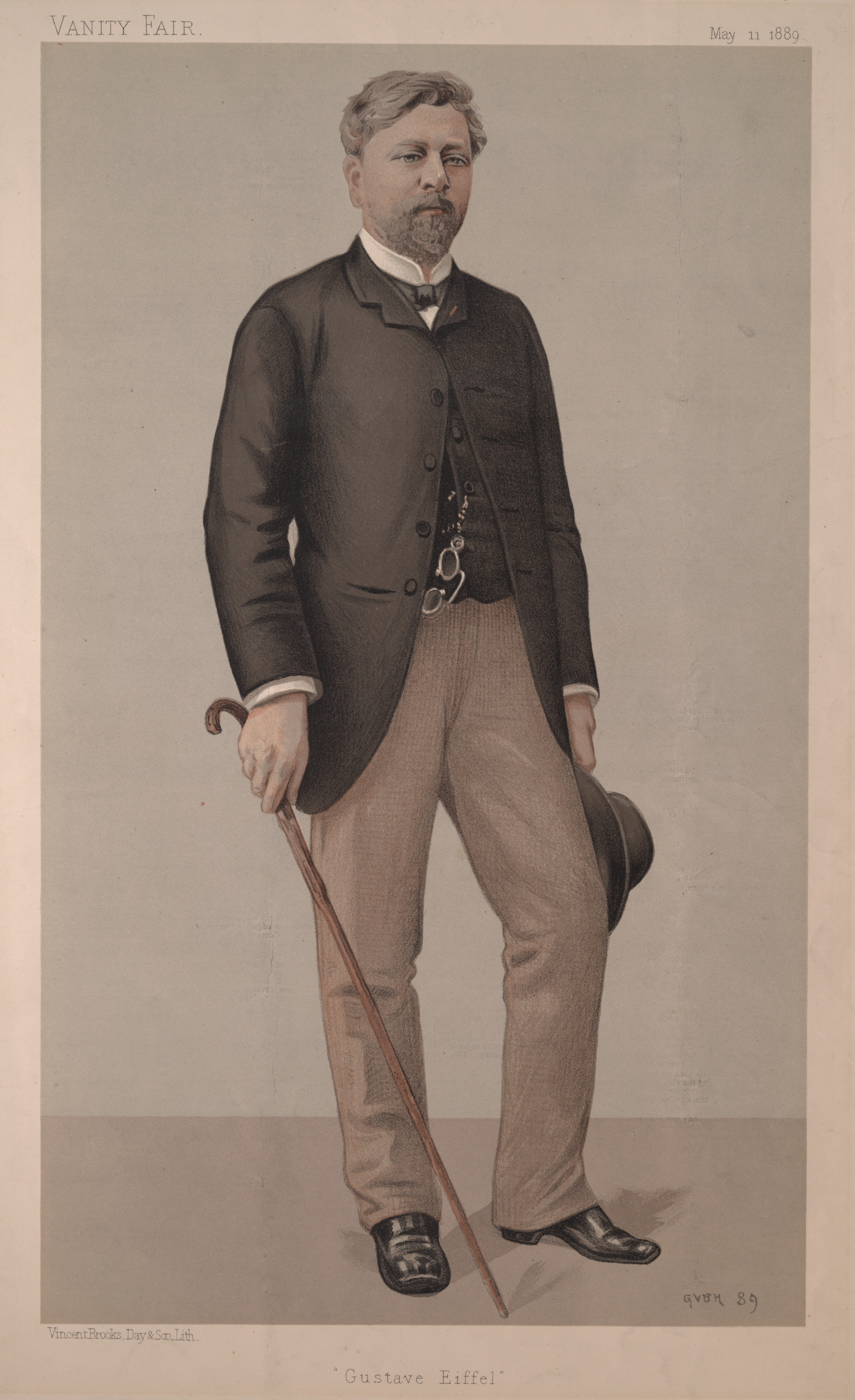
Гюстав Эйфель, 1889
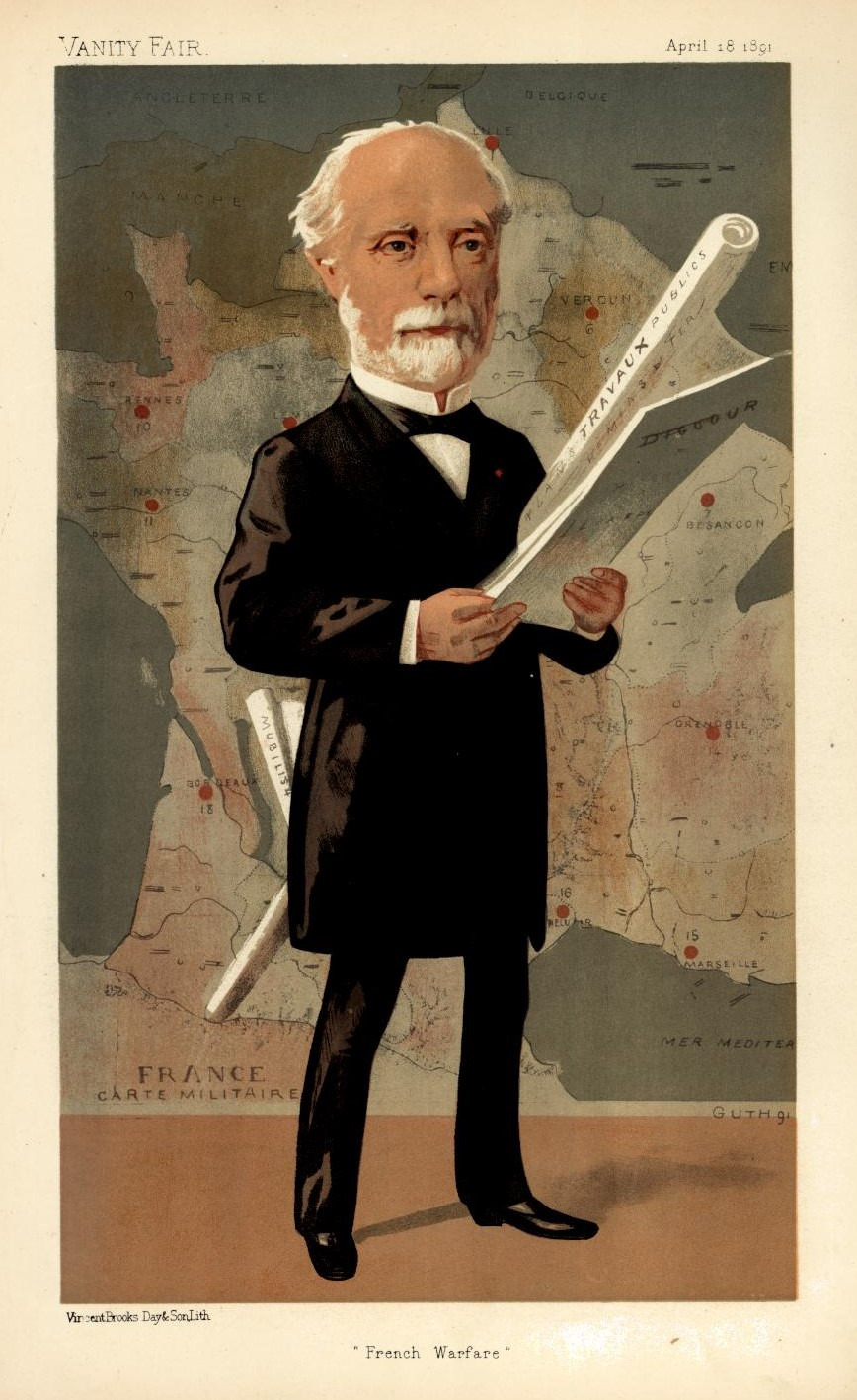
Шарль Фрейсине  1891
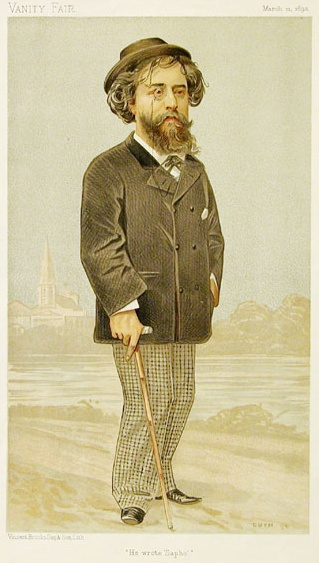
Альфонс Дожде, 1893
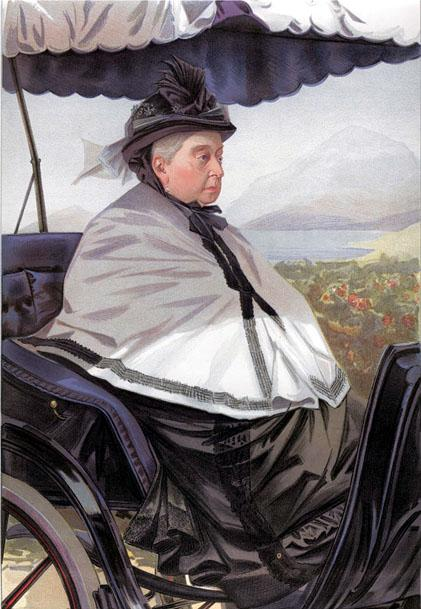
Виктория (королева Великобритании), 1897
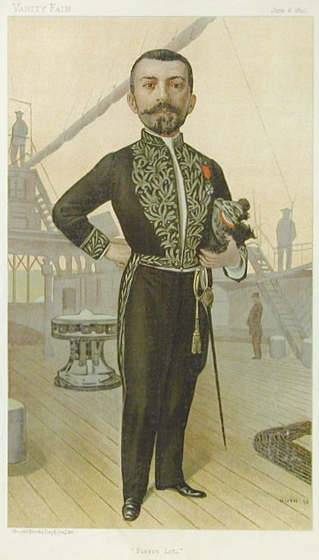
Пьер Лоти, 1895
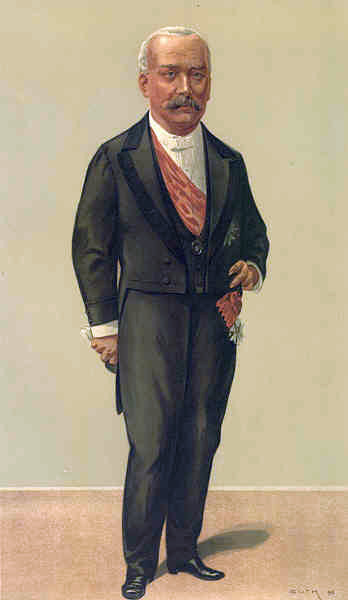
Феликс Фор, 1895
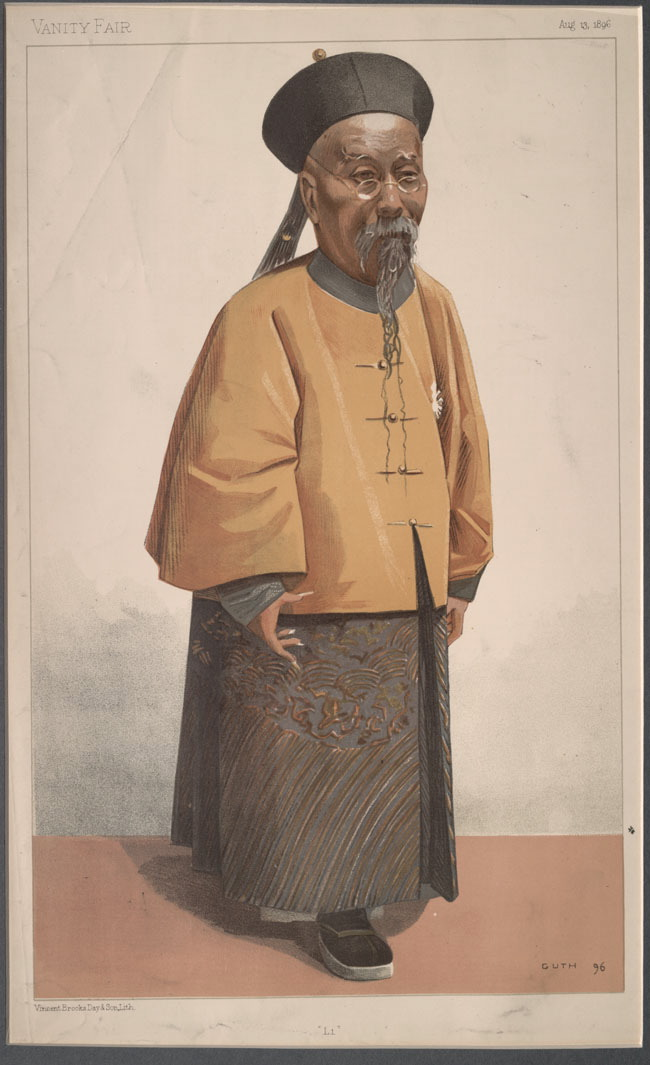
Ли Хунчжан, 1896
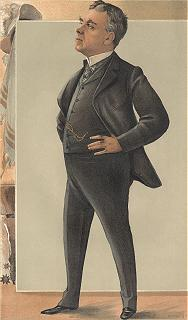
Бенуа-Констан Коклен, 1898
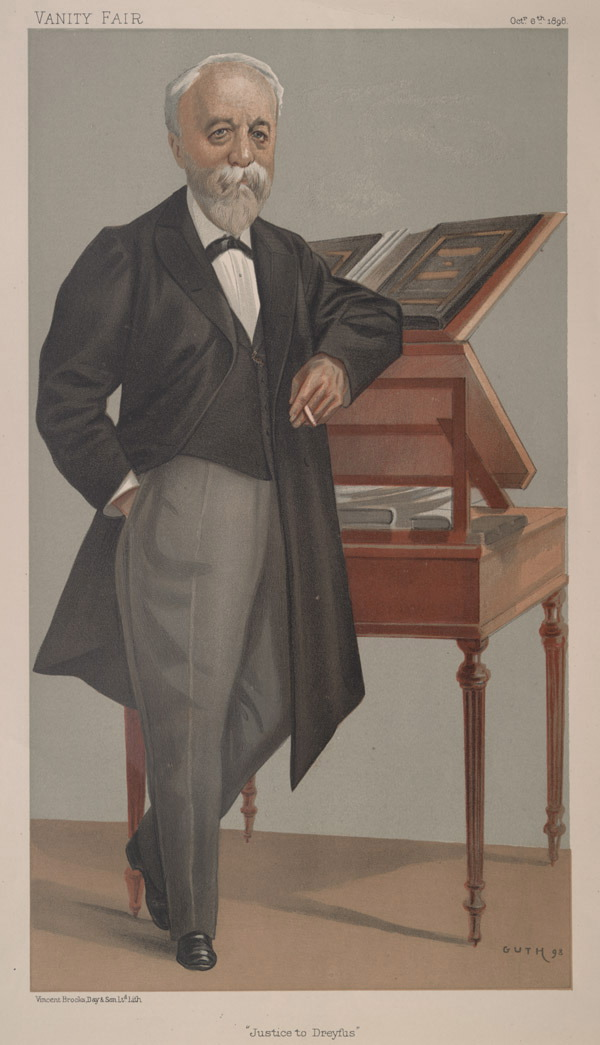
Эжен Анри Бриссон, 1898
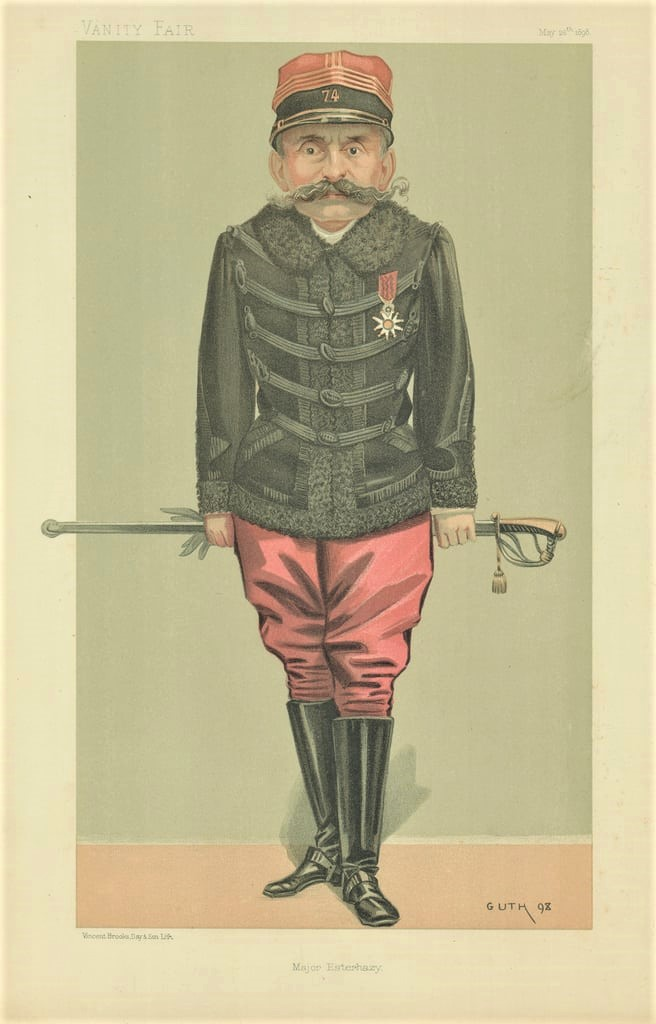
Фердинанд Эстерхази, 1898
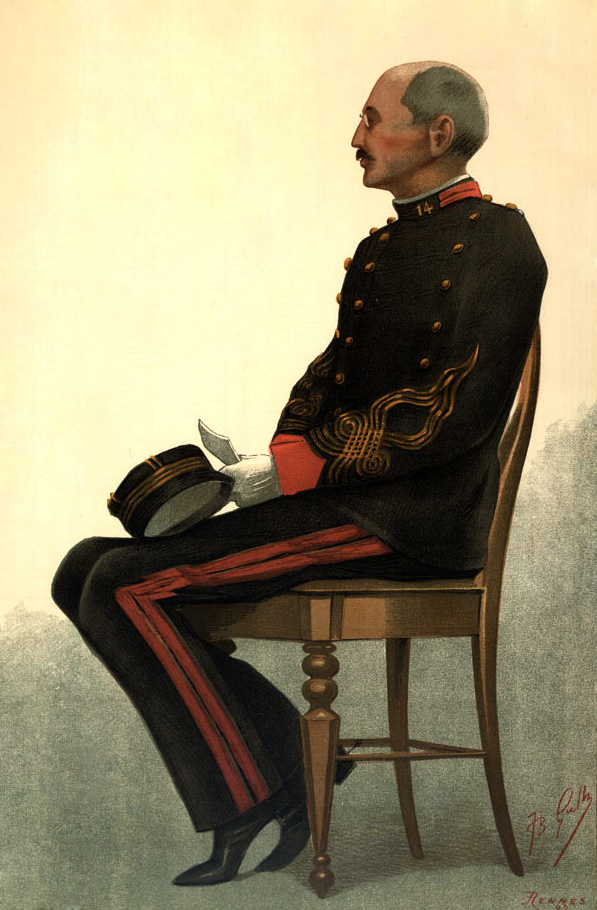
Альфред Дрейфус, 1899
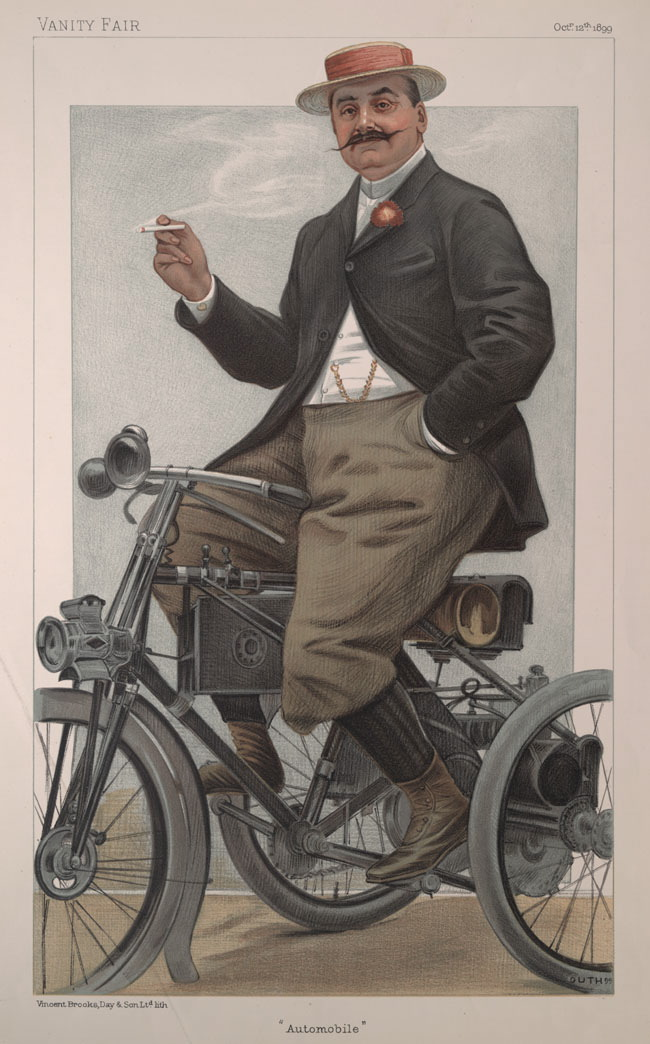
Жюль-Альбер де Дион, 1899
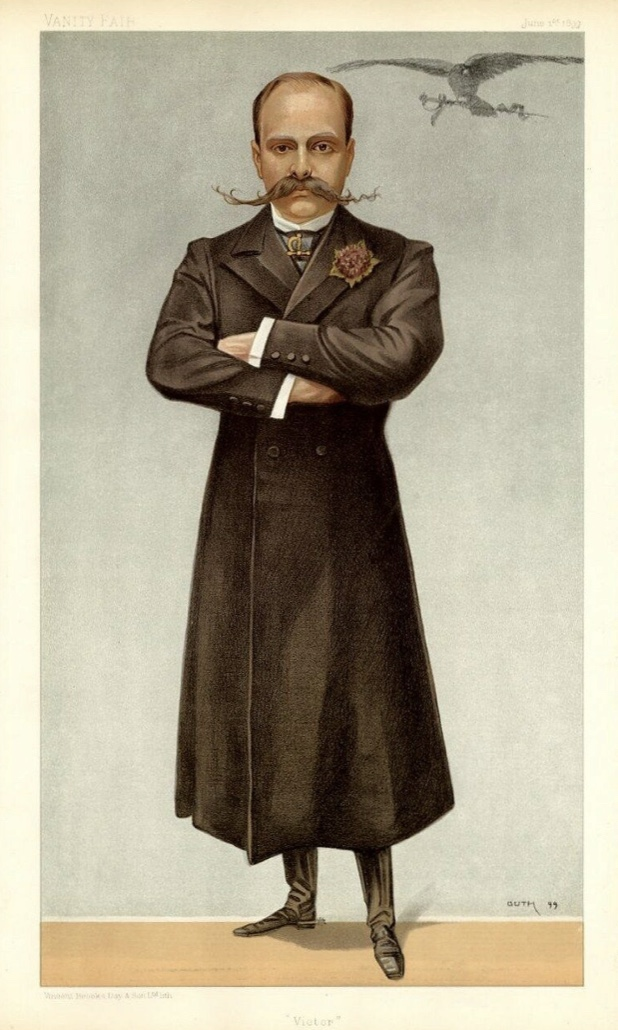
Виктор Наполеон Бонапарт, 1899
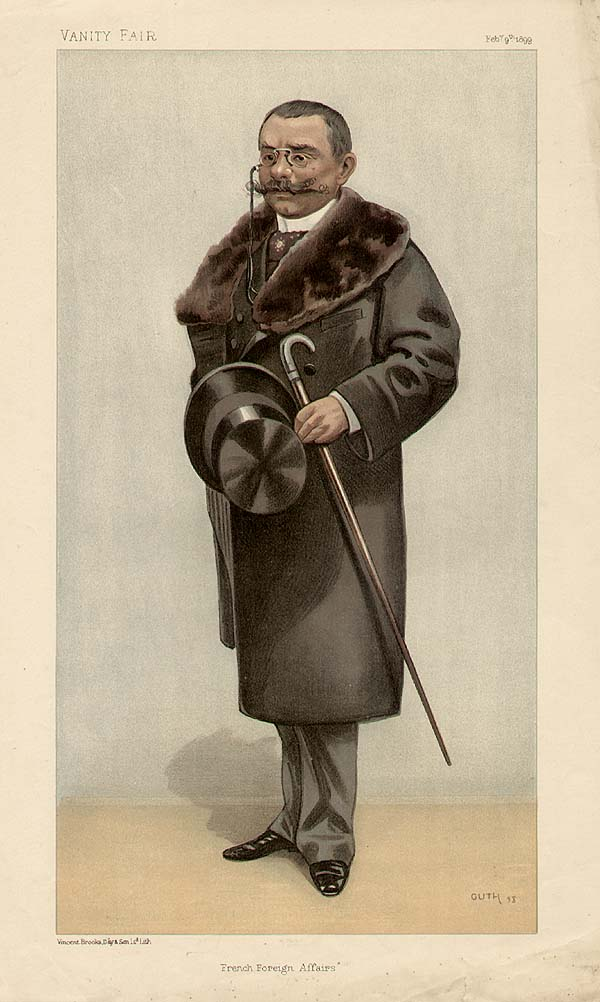
Теофиль Делькассе, 1899
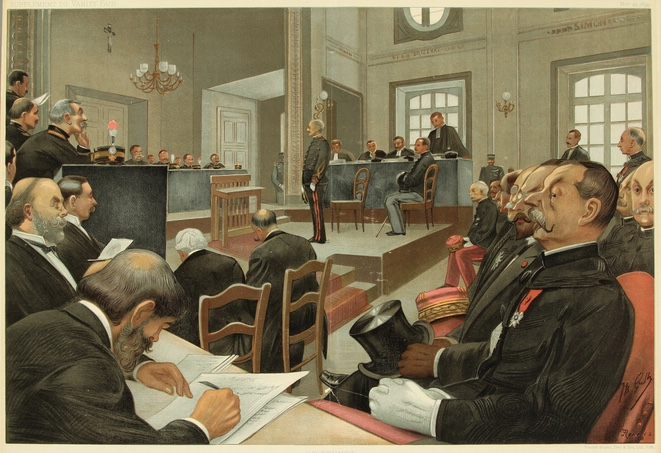
Суд над Дрейфусом, 1899
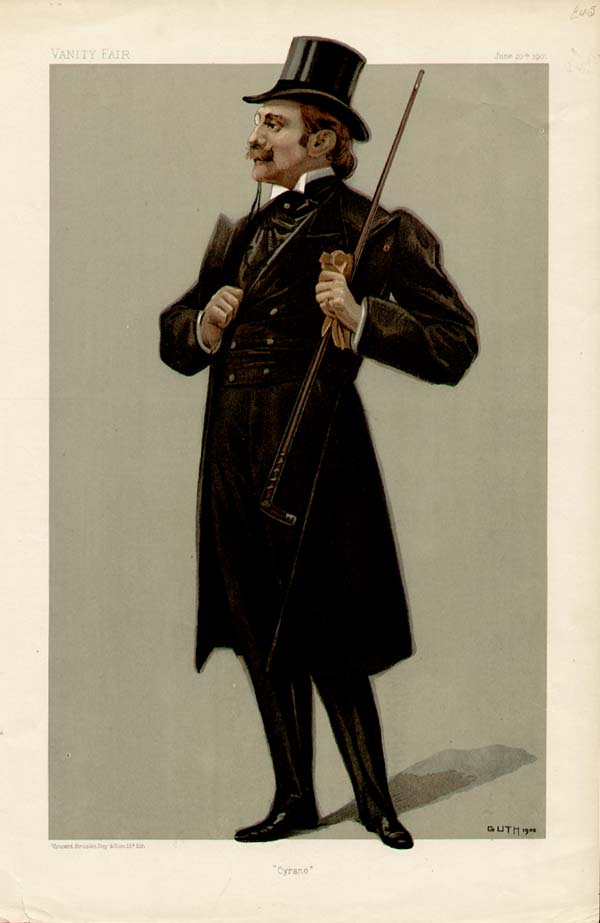
Эдмон Ростан , 1901
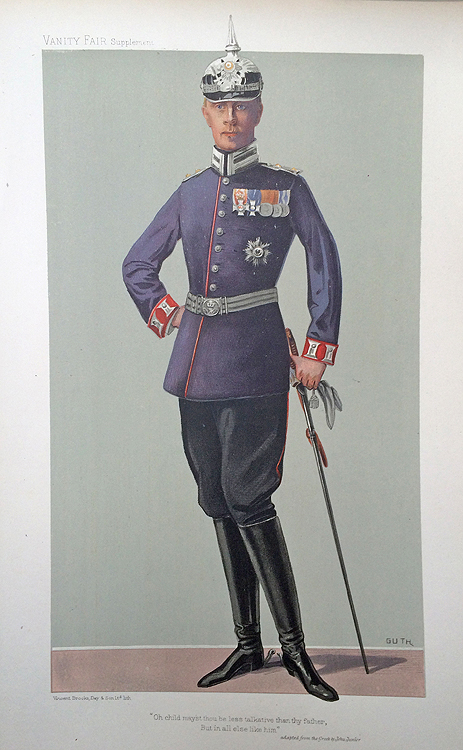
Вильгельм (кронпринц Прусский), 1905
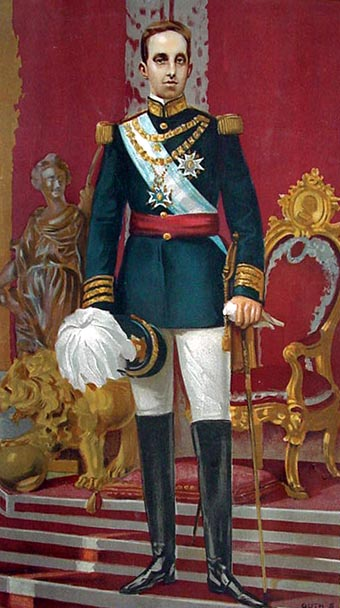
Альфонсо XIII, 1906
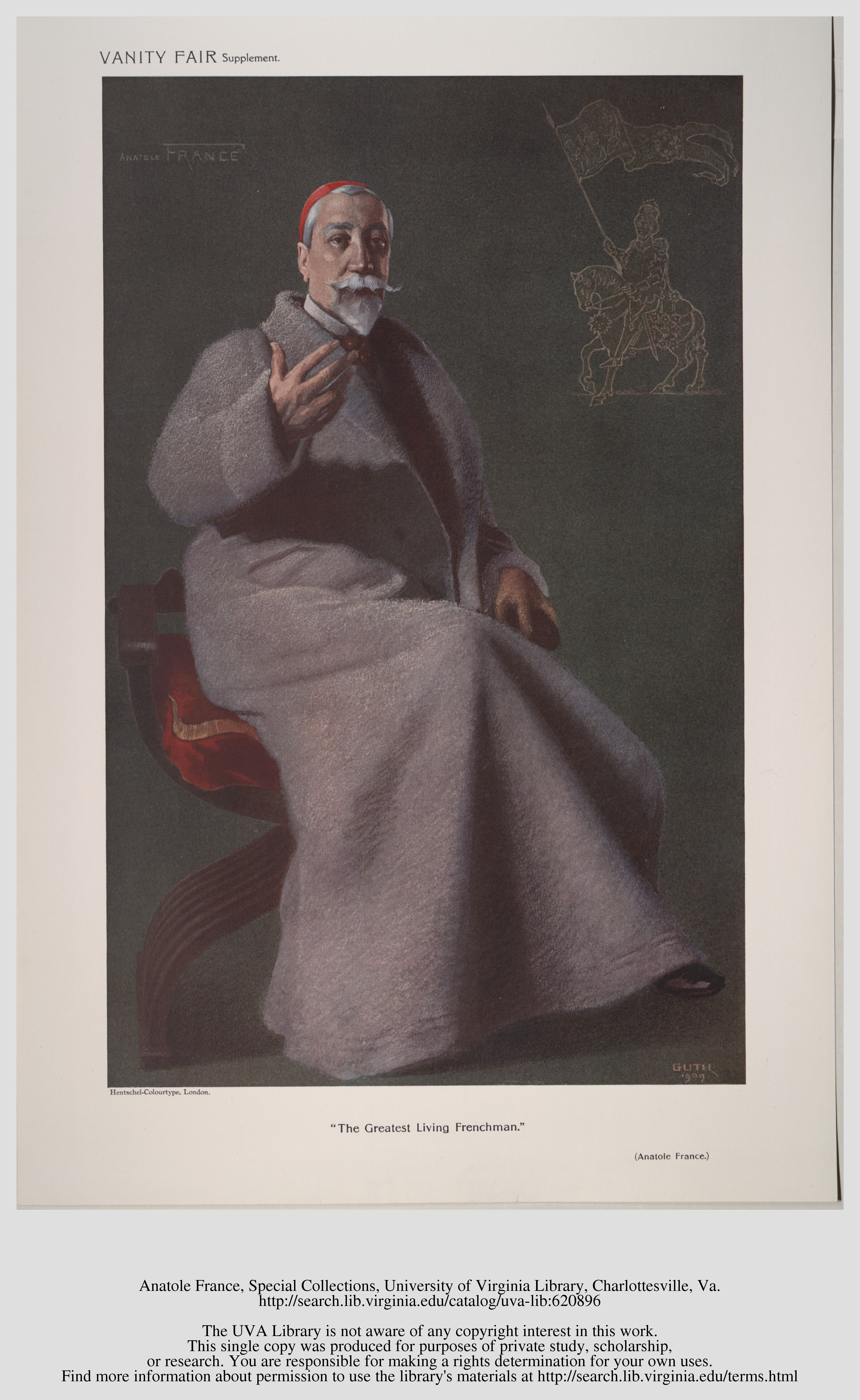
Анатоль Франс, 1909